# Trachelipus riparianus
Trachelipus riparianus är en kräftdjursart som först beskrevs av Karl Wilhelm Verhoeff 1936A.  Trachelipus riparianus ingår i släktet Trachelipus och familjen Trachelipodidae. Inga underarter finns listade i Catalogue of Life.